# شهرداری لنداوا
شهرداری لنداوا (به لاتین: Municipality of Lendava) یک منطقهٔ مسکونی در اسلوونی است که در اسلوونی واقع شده‌است. شهرداری لنداوا ۱۲۲٫۹ کیلومتر مربع مساحت و ۱۰٬۵۱۷ نفر جمعیت دارد.